# Longleat House
Longleat House är ett engelskt slott eller stately home, nära städerna Warminster och Frome. 
Huvudbyggnaden byggdes för sir John Thynne ca 1570, efter att det föregående klostret hade ödelagts av en eldsvåda. Det tog 12 år att bygga och betecknas som det finaste exemplet på elisabetansk arkitektur i England. Det har ärvts inom släkten Thynne sedan 1500-talet, nuvarande ägare är Alexander Thynne, 7:e markis av Bath.
Det är berömt för sin park med en intrikat labyrint, sin safaripark (öppnad 1966) och var 1949 också det första lantgodset som öppnade sina domäner för allmänheten